# Martie 1984
Acest articol este generat integral pe baza informațiilor din articolul 1984 și este actualizat periodic de un robot.
 Editările făcute în articol vor fi șterse la următoarea actualizare! Dacă doriți să faceți modificări, editați articolul-sursă.

ianuarie -
februarie -
martie -
aprilie -
mai -
iunie -
iulie -
august -
septembrie -
octombrie -
noiembrie -
decembrie
Martie 1984 a fost a treia lună a anului și a început într-o zi de joi.

## Evenimente
- 5 martie: Iranul acuză Irakul de folosirea armelor chimice.

## Nașteri
- 2 martie: Loredana Dinu, scrimeră română
- 2 martie: Jong Tae-Se, fotbalist nord-coreean (atacant)
- 3 martie: Nemanja Jovanović, fotbalist sârb (atacant)
- 7 martie: Mathieu Flamini, fotbalist francez
- 7 martie: Morena (Margerita Camilleri Fenech), cântăreață malteză
- 7 martie: Lei Sheng, scrimer chinez
- 7 martie: Morena, cântăreață malteză
- 8 martie: Rio Mavuba (Rio Antonio Zoba Mavuba), fotbalist francez
- 8 martie: Nora-Jane Noone, actriță irlandeză
- 8 martie: Piotr Pavlenski, artist rus
- 8 martie: Annemarie Părău, baschetbalistă română
- 10 martie: Olivia Wilde, actriță americană
- 12 martie: Ionuț Simionca, politician român
- 14 martie: Jaimie Alexander, actriță americană
- 16 martie: Octavian Abrudan, fotbalist român
- 16 martie: Wilfried Sanou, fotbalist burkinez (atacant)
- 18 martie: Rajeev Ram, jucător de tenis american
- 18 martie: Eduard-Andrei Popica, politician
- 20 martie: Robert Almer, fotbalist austriac (portar)
- 20 martie: Justine Ezarik, actriță americană de film
- 20 martie: Fernando Torres (Fernando José Torres Sanz), fotbalist spaniol (atacant)
- 21 martie: Sopho Ghelovani, cântăreață georgiană
- 24 martie: Amna (Cristina Andreea Mușat), cântăreață română
- 24 martie: Park Bom, cântăreață sud-coreeană
- 24 martie: Benoît Assou-Ekotto (Benoît Pierre David Assou-Ekotto), fotbalist camerunez
- 24 martie: Ifeanyi Emeghara, fotbalist nigerian
- 24 martie: Jungo Fujimoto, fotbalist japonez
- 25 martie: Constantin Lupulescu, șahist român
- 26 martie: Elena Pavel, fotbalistă română
- 27 martie: Alexandru Gațcan, fotbalist din R. Moldova
- 27 martie: Brett Holman (Brett Trevor Holman), fotbalist australian
- 29 martie: Juan Mónaco, jucător argentinian de tenis
- 29 martie: Mai Satoda, cântăreață japoneză
- 29 martie: Daniel Octavian Spiridon, fotbalist român
- 30 martie: Mario Ančić, jucător croat de tenis
- 30 martie: Samantha Stosur, jucătoare australiană de tenis

## Decese
Berta Brainina, 81 ani, critic și istoric literar sovietic (n. 1902)
William Powell (William Horatio Powell), 91 ani, actor american (n. 1892)
Géza Pálfi, 42 ani, disident anticomunist secui (n. 1941)
Constantin Badighin, scriitor sovietic și ofițer maritim (n. 1910)
Ene Braniște, teolog român (n. 1913)